# Бесперстов, Яков Тарасович
Яков Тарасович Бесперстов  (5 ноября 1929, с. Богдановка Утевского района Куйбышевской области, СССР — 24 декабря 1998, Санкт-Петербург) — российский советский живописец, монументалист, член Санкт-Петербургского Союза художников (до 1992 года — Ленинградской организации Союза художников РСФСР).

## Биография
Яков Тарасович Бесперстов родился 5 ноября 1929 года в селе Богдановка Утевского района Самарской области. После войны окончил художественную школу, затем три курса художественного училища в Душанбе. В 1950 году поступил на отделение монументальной живописи ленинградского Высшего художественно-промышленного училища. Занимался у Г. Савинова, И. Степашкина, К. Иогансона, А. Соколова. В 1957 году окончил ЛВХПУ, представив дипломную работу — эскиз росписи «Фестиваль молодёжи» для концертного зала Дома Культуры пищевой промышленности в Ленинграде. После окончания учёбы работал в области монументально-декоративной живописи, участвовал в выполнении росписи Дворца культуры Том-Усинска, Дворца металлургов в Череповце, Дома культуры в Петропавловске Северо-Казахстанском. Одновременно работал в станковой живописи, которой в дальнейшем отдал предпочтение. Писал портреты, пейзажи, преимущественно городские, жанровые картины.
Участвовал в выставках с конца 1950-х, экспонируя свои работы вместе с произведениями ведущих мастеров изобразительного искусства Ленинграда. Бесперстов много ездил по стране, побывав в Хакасии, Восточной Сибири, Средней Азии, Закавказье, в Крыму, работал на творческой базе ленинградских художников в Старой Ладоге, посетил Испанию, Алжир, Италию. В 1990-е продолжительное время жил и работал во Франции. Впечатления от этих поездок нашли отражение в работах художника. Среди произведений, созданных Бесперстовым, картины «Ильмень-озеро» (1960), «Весна в Таджикистане» (1962), «Заневский мост» (1965), «Алжир», «Вальдемоса. Испания» (обе 1968), «Испания. Солнечный день», «Испания. Майорка», «Весна в Мартышкине», «Петровский остров», «Невеста» (все 1969), «Ленинград. Набережная Карповки» (1970), «Ленинград. Новая Голландия», «Портрет молодой женщины» (обе 1971), «Хакасска Вера Араштаева», «Люба», «Портрет артистки М. Пахоменко» (все 1972), «Зоя Хомушку из Тувы», «Весенние голоса» (обе 1973), «Рыбачки из Казантипа» (1975), «Горы в Осетии», «Революционный Петроград», «У старой крепости. Феодосия» (все 1977), «Колхозный причал в Казантипе», «Ялта зимой» (обе 1978), «Венеция» (1979), «Керченские рыбаки» (1980), «Девушка с цветами» (1986), «Бульвар Монмартр» (1992), «Алтай», «Продажа цветов в Париже» (обе 1995) и другие.
Скончался 24 декабря 1998 года в Санкт-Петербурге на 70-м году жизни. 
Произведения Я. Т. Бесперстова находятся в музеях и частных собраниях в России, Франции, Бельгии, Германии, Испании, Италии и других странах.

## Выставки
- 1960 год (Ленинград): Выставка произведений ленинградских художников 1960 года.
- 1962 год (Ленинград): Осенняя выставка произведений ленинградских художников.
- 1965 год (Ленинград): Весенняя выставка произведений ленинградских художников.
- 1968 год (Ленинград): Осенняя выставка произведений ленинградских художников.
- 1969 год (Ленинград): Весенняя выставка произведений ленинградских художников.
- 1971 год (Ленинград): Наш современник. Выставка произведений ленинградских художников 1971 года.
- 1972 год (Ленинград): Наш современник. Вторая выставка произведений ленинградских художников.
- 1973 год (Ленинград): Наш современник. Третья выставка произведений ленинградских художников.
- 1974 год (Ленинград): Весенняя выставка произведений ленинградских художников.
- 1975 год (Ленинград): Наш современник. Зональная выставка произведений ленинградских художников.
- 1976 год (Москва): Выставка «Изобразительное искусство Ленинграда».
- 1977 год (Ленинград): Выставка произведений ленинградских художников, посвящённая 60-летию Великого Октября.
- 1978 год (Ленинград): Осенняя выставка произведений ленинградских художников.
- 1980 год (Ленинград): Зональная выставка произведений ленинградских художников.
- Февраль 1991 года (Париж): Выставка «Русские художники».
- Февраль 1993 года (Брюссель): Выставка «Русские художники».
- 1997 год (Санкт-Петербург): Связь времён. 1932—1997. Художники — члены Санкт-Петербургского Союза художников России.